# Giuseppe De Luca
Giuseppe De Luca (ur. 25 grudnia 1876 w Rzymie, zm. 26 sierpnia 1950 w Nowym Jorku) – włoski śpiewak operowy, baryton.

## Życiorys
Kształcił się w Rzymie, początkowo prywatnie, następnie w Academia di Santa Cecilia, obdarzony dźwięcznym głosem oraz umiejętnością doskonałej artykulacji oraz frazowania, zadebiutował już w 1897 roku jako Valentin w operze Ch. Gounoda – Faust (Piacenza). Zaangażowany został następnie w Lizbonie, ale znów w latach 1902–1904 wziął udział w trzech miejskich prapremierach w Mediolanie w rodzinnych Włoszech (Adriana Lecouvreur, Siberia, Madame Butterfly).
Grał na najważniejszych scenach świata (MET, La Scala, Covent Garden Theatre). Występując łącznie w niemal 800 przedstawieniach, zaśpiewał prawie 100 ról, a do ważniejszych należą:
- Figaro, Cyrulik sewilski, Gioacchino Rossini
- Ashton, Łucja z Lammermooru, Gaetano Donizetti
- tytułowa: Rigoletto, Giuseppe Verdi
- Hrabia Luna, Trubadur, Giuseppe Verdi
- Giorgio Germont, La Traviata, Giuseppe Verdi
- Don Carlos, Moc przeznaczenia, Giuseppe Verdi
- Rodrygo, markiz Posa, Don Carlos, Giuseppe Verdi
- Marcello, Cyganeria, Giacomo Puccini
- Sharpless, Madame Butterfly, Giacomo Puccini
- tytułowa: Gianni Schicchi, Giacomo Puccini w światowej prapremierze w Metropolitan Opera w Nowym Jorku, 14 grudnia 1918 roku.

Jest uważany za jednego z ostatnich przedstawicieli belcanta.